# Базилика Святого Доминика
Базилика Святого Доминика (итал. La basilica patriarcale di San Domenico) — важнейший храм доминиканского ордена в Болонье, в котором хранятся мощи его основателя. Помимо многих других произведений искусства, украшением базилики являются три небольших скульптуры работы Микеланджело: «Святой Прокл», «Святой Петроний» и «ангел с канделябром».

## История
22 декабря 1216 года папа Гонорий III утвердил правление ордена, основанного Домиником де Гусманом, будущим святым. Доминик прибыл в Болонью в январе 1218 года и поселился со своими спутниками в монастыре рядом с церковью Санта-Мария-делла-Пурификационе, известной как Маскарелла (находится на углу Виа Ирнерио и Виа Маскарелла; отстроена заново после англо-американских бомбардировок Второй Мировой Войны). 
В 1219 году Доминик поселился в монастыре Сан-Николо-делле-Винье (на месте которого сейчас стоит Доминиканская базилика). Здесь 6 августа 1221 года Доминик умер и был похоронен за алтарем церкви.
В период с 1228 по 1240 год церковь была полностью перестроена и посвящена Святому Доминику (который был канонизирован папой Григорием IX 13 июля 1234 года). В этом качестве она была освящена Папой Иннокентием IV 17 октября 1251 года.
В период строительных работ в храме, останки святого Доминика хранились в кипарисовом гробу в простом мраморном саркофаге за алтарём храма. После капитальной перестройки храма, в 1267 году был создан новый мраморный саркофаг святого, над которым работали скульптор Николло Пизано и его ученики.
Церковь в дальнейшем активно посещалась паломниками и неоднократно перестраивалась. Над её украшением трудились крупнейшие художники и скульпторы: Никколо дель Арка, Филиппино Липпи, Гвидо Рени, Людовико Карраччи и Гверчино.
В 1728-1732 годах архитектор Карло Франческо Дотти придал интерьеру церкви барочный вид. В результате, сегодня фасады церкви имеют более старинное оформление, чем её интерьер.
В мае 1884 года папа Лев XIII возвел ее в ранг малой базилики .
Площадь перед базиликой до сих пор вымощена булыжником, как это было в Средние века. В центре площади высится колонна со статуей Святого Доминика на вершине. Несколько далее можно увидеть мраморную колонну «Мадонна с четками» созданную по проекту Гвидо Рени, которую установили здесь по случаю окончания эпидемии чумы в Болонье.
Также на площади имеются две торжественно оформленных усыпальницы (1289 и 1305 годов).

## Галерея

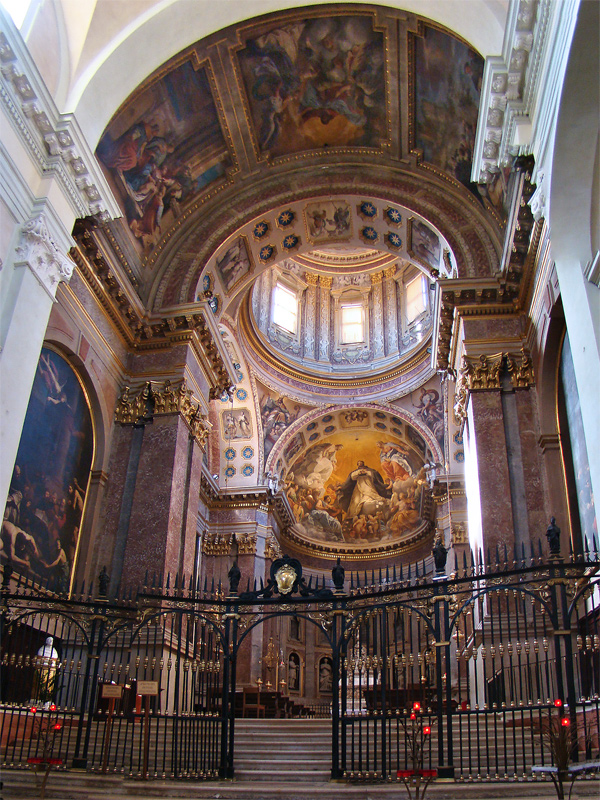
Капелла Сан-Доменико (Святого Доминика)
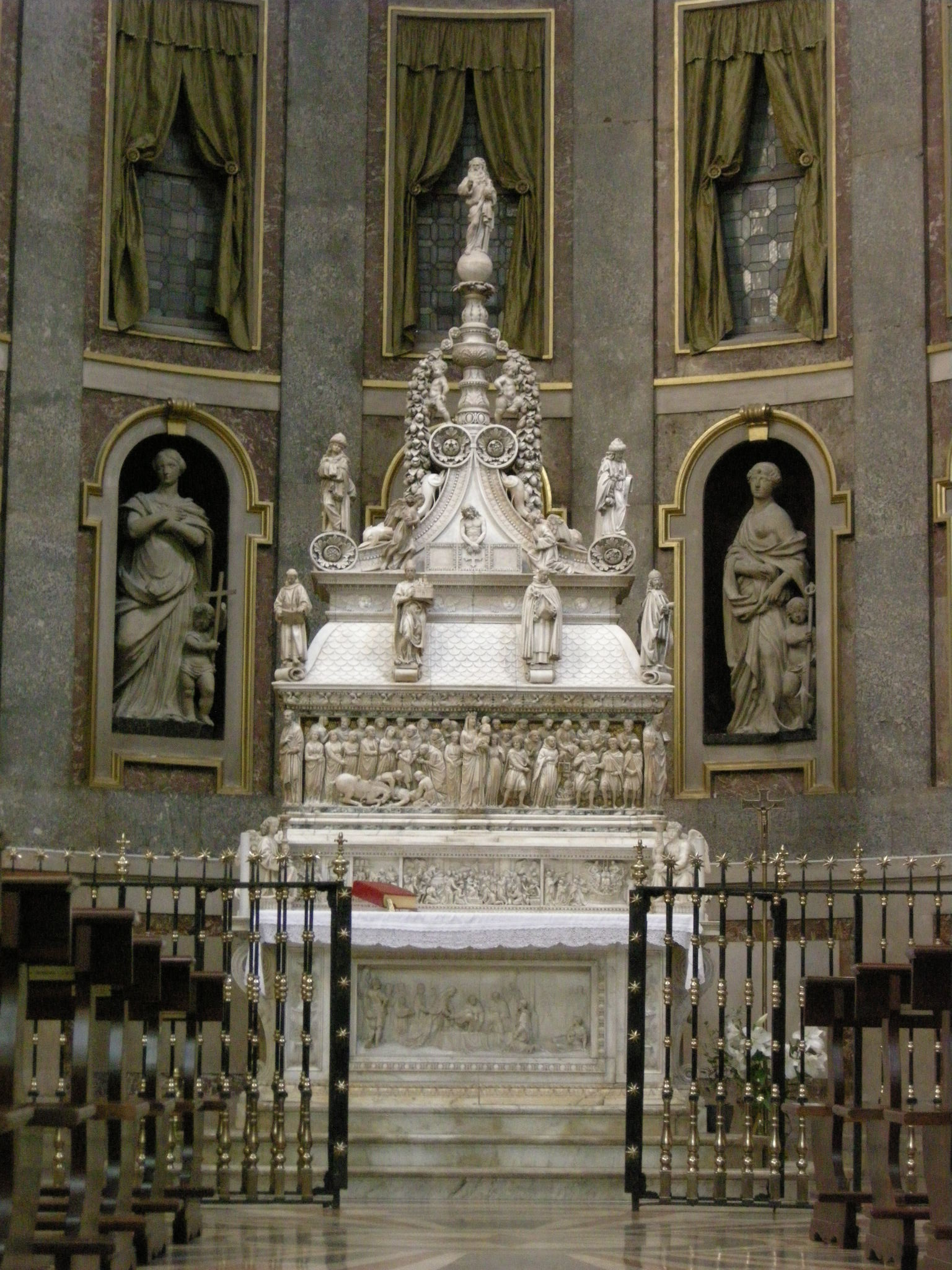
Арнольфо ди Камбио. Надгробный памятник Доменико ди Гусмана (Arca di san Domenico). 1264—1267